# Петелинське сільське поселення (Ялуторовський район)
Пете́линське сільське поселення (рос. Петелинское сельское поселение) — муніципальне утворення у складі Ялуторовського району Тюменської області, Росія.
Адміністративний центр — село Петелино.

## Населення
Населення — 1511 осіб (2020; 1558 у 2018, 1512 у 2010, 1588 у 2002).

## Склад
До складу поселення входять такі населені пункти:
| Населений пункт | Населення, осіб (2002) | Населення, осіб (2010) |
| --------------- | ---------------------- | ---------------------- |
| Бердюгіно, село | 681                    | 689                    |
| Петелино, село  | 907                    | 823                    |